# Chilské námořnictvo
Chilské námořnictvo (španělsky: Armada de Chile) je částí chilských ozbrojených sil.

## Historie

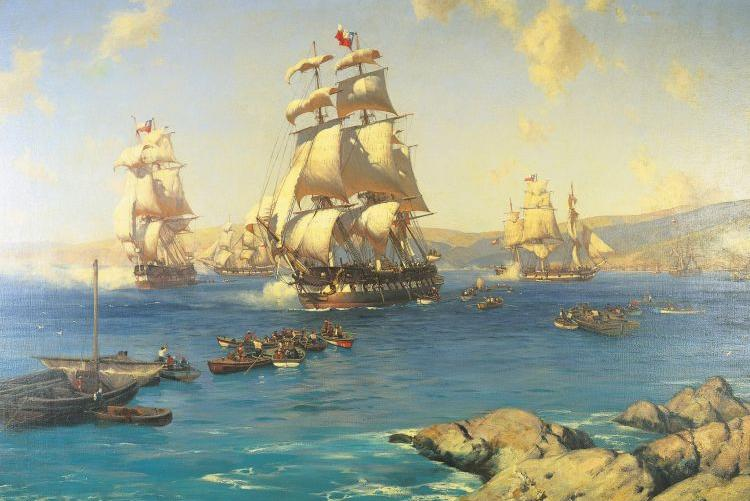
První chilská námořní eskadra během invaze do Peru, 1821

### Vznik a konsolidace (1817–1826)
Chilské námořnictvo vzniklo v průběhu války za nezávislost, probíhající v letech 1811-1826. K prvnímu pokusu o jeho zformování došlo roku 1813. V USA byly zakoupeny fregata Perla a brigantina Potrillo, které měly prorazit španělskou blokádu přístavu Valparaíso. Protivníku se však podařilo podplatit najaté posádky a obě lodě padly do rukou Španělů.

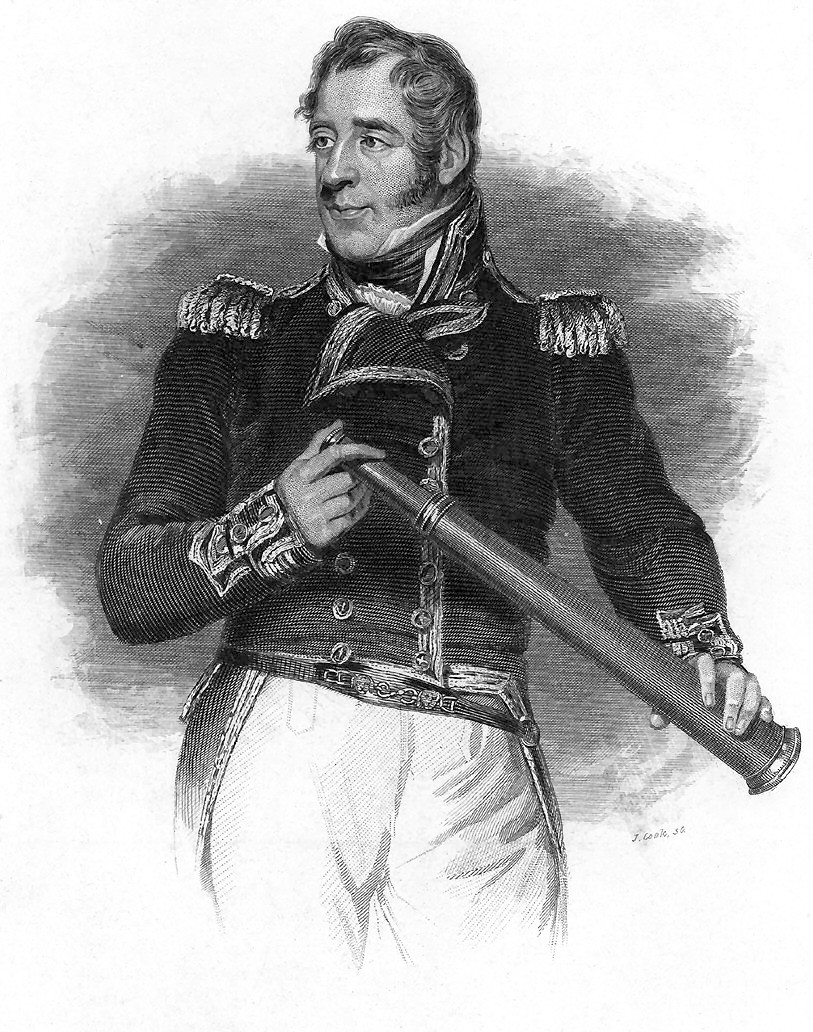
Thomas Cochrane

Bernardo O'Higgins vyhlásil nezávislost Chile roku 1818, samostatné chilské válečné námořnictvo ovšem vzniklo už o rok dříve. Za den jeho vzniku je považován 26. únor 1817, dne kdy získalo svou první válečnou loď, šestnáctidělovou brigantinu Áquila. Tu brzy posílily ukořistěná španělská obchodní loď San Miguel, brigantina Perla a další plavidla.
Po vyhlášení republiky bylo námořnictvo institucionalizováno, došlo k vytvoření první chilské námořní eskadry, námořní školy (pozdější Escuela Naval Arturo Prat) a dalších jeho složek. Prvním velitelem námořnictva se stal admirál Manuel Blanco Encalada, kterého v letech 1818-1823 nahradil anglický admirál Thomas Cochrane. Většina námořních důstojníků přitom tehdy pocházela z Anglie a Skotska (námořníci byli najímáni hlavně z anglofonních zemí). Charakter námořnictva byl britský, přičemž tato tradice se u něj projevuje až do současnosti.
Pod vedením Thomase Cochrana se Chile stalo lokální námořní velmocí a přispělo k úspěchu San Martína v Peruánské válce za nezávislost. San Martín roku 1821 dobyl Limu a vyhlásil Peru nezávislou republikou.
Námořnictvo se také podílelo na porážce zbytku royalistů v samotném Chile. Roku 1819 provedlo dvojí blokádu přístavu Callao a v letech 1824–1826 provedlo dva výsadky s cílem ovládnout royalisty držené souostroví Chiloé (podařilo se roku 1826).

### Doba územních sporů a válek (1826–1885)

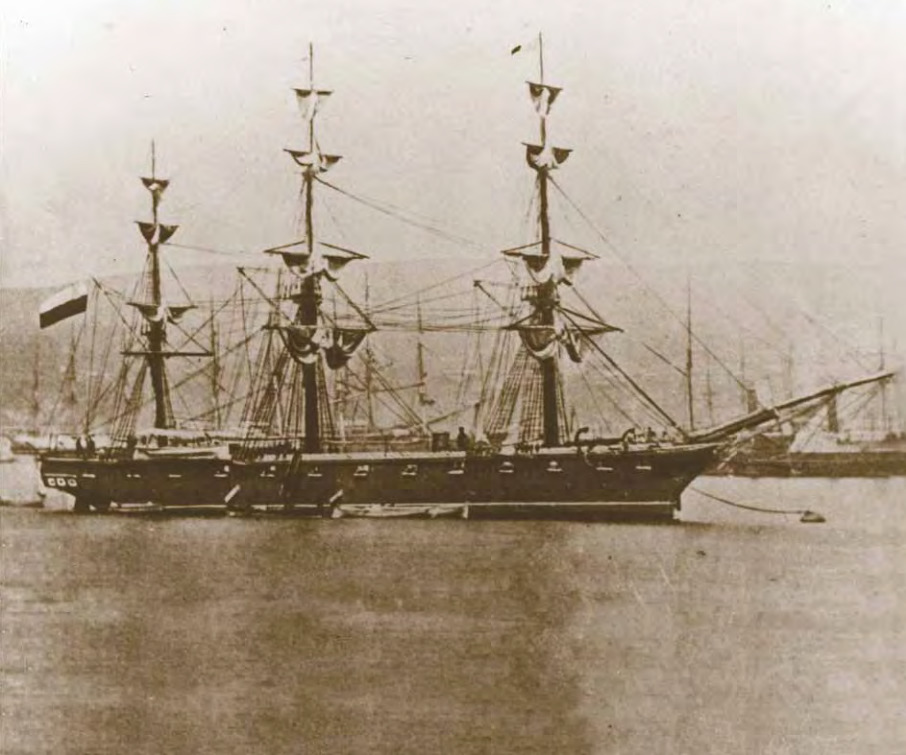
Korveta Esmeralda

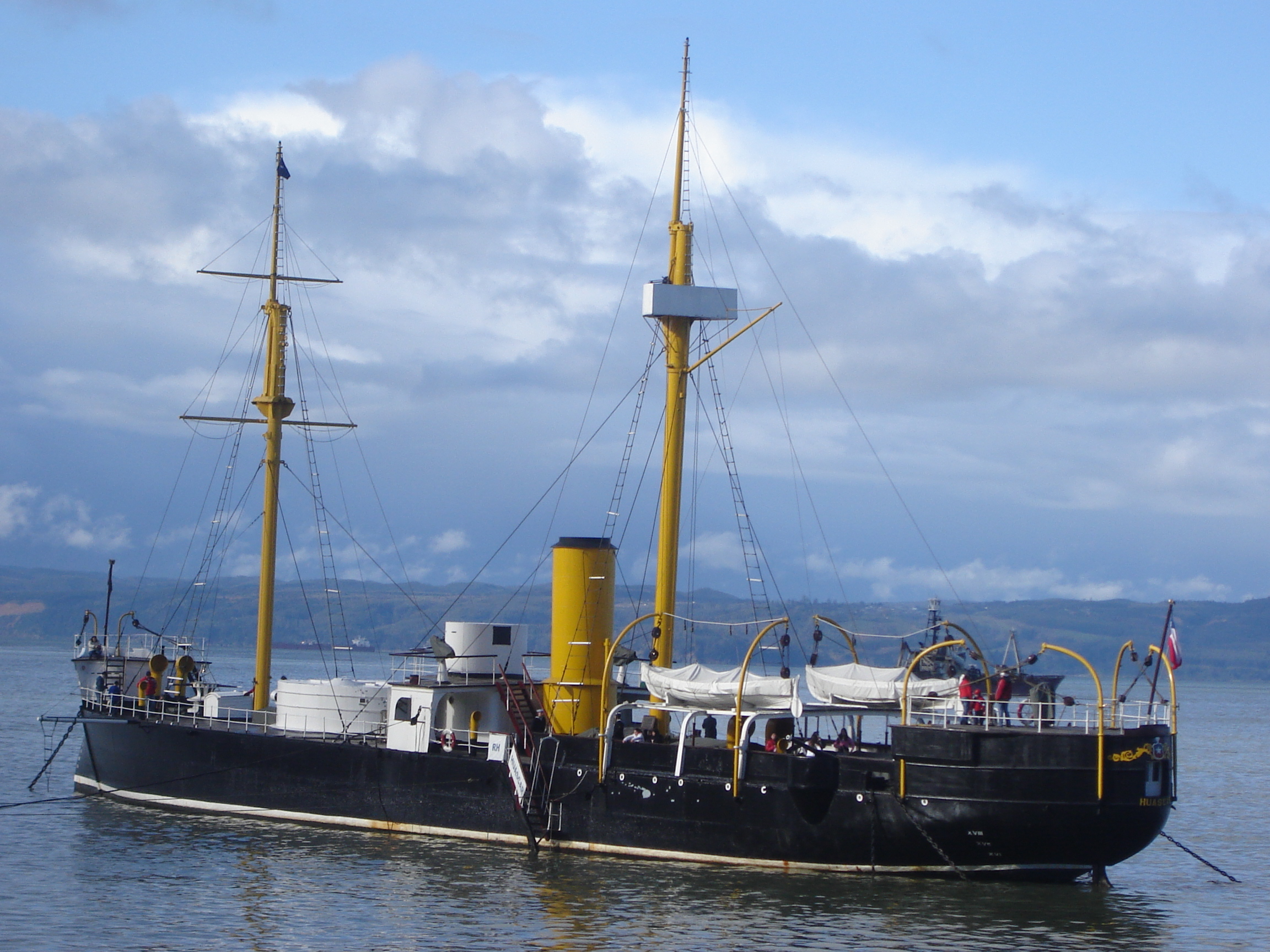
Obrněnec Huáscar, zajatý v bitvě u Angamosu, se v Chile dochoval dodnes.

Následující dlouhé období míru znamenalo oslabení námořnictva. V letech 1864–1866 se Chile zapojilo, po boku Peru, Ekvádoru a Bolívie do První tichomořské války vedené proti Španělsku. V bitvě u Papudo se 26. listopadu 1865 střetla chilská korveta Esmeralda se španělským škunerem Virgen de Covadonga, který zajala. Spojenecká peruánsko-chilská eskadra navíc v únoru 1866 odrazila španělský útok v námořní bitvě u Abtaa. Oslabené španělské loďstvo se vzmohlo na březnové ostřelování a blokádu peruánských přístavů Valparaiso a Callao, v bitvě u Callao přitom utrpělo značné ztráty, které ho přinutily ke stažení z oblasti. Tím konflikt skončil.
V druhé tichomořské válce v letech 1879–1883, známé též jako válka o ledek, se Chile střetlo koalicí svých někdejších spojenců Peru s Bolívií. Příčinou války byly spory o výnosná naleziště ledku v andské provincii Atacama. Boje se odehrávaly převážně na moři což nahrávalo silnějšímu chilskému námořnictvu.
Dne 21. května 1879 vyplul velitel peruánského loďstva námořní kapitán Miguel Grau Seminario s obrněncem Huáscar a fregatou Independencia narušit blokádu peruánského přístavu Iquique. V bitvě u Iquique se střetl s chilskými plavidly Esmeralda a Virgen de Covadonga, které blokádu prováděly. V bitvě byla potopena Esmeralda, na které zahynul velitel eskadry komandér Arthuro Prat. Jednoznačné vítězství to ale nebylo, protože Independencia v boji najela na útes a musela být vyhozena do povětří, což peruánské loďstvo velmi oslabilo.
Chile svému soupeři porážku oplatilo dne 8. října 1879 v bitvě u Angamosu. Obrněnec Huáscar a korveta Unión se utkaly se silnější chilskou eskadrou tvořenou obrněnci Almirante Cochrane a Blanco Encalada. Vlajková loď Huáscar byla zajata a námořní kapitán Miguel Grau v bitvě padl. Peruánské námořnictvo tím bylo zničeno a Chile potvrdilo svou námořní dominanci, kterou si země udržela i v 70. a 80. letech 19. století.

### Občanská válka a závody vezbrojení (1885–1915)

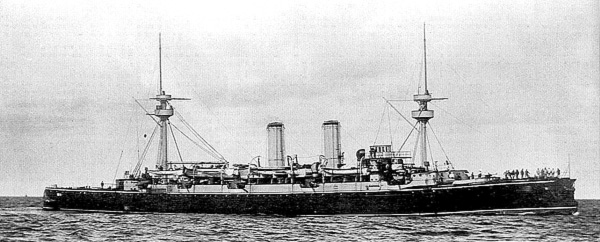
Pancéřový křižník Esmeralda

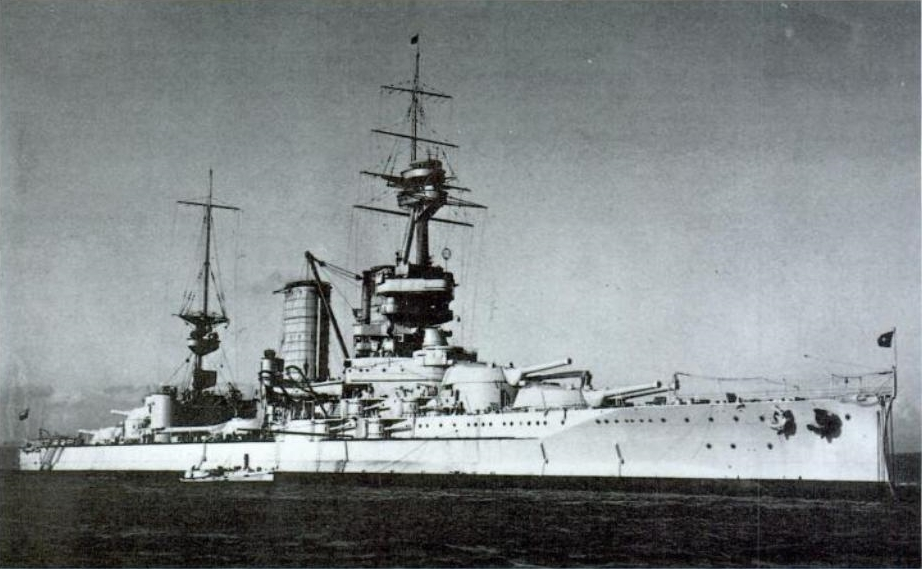
Bivetní loď Almirante Latorre ve 30. letech

Chile bylo po vyhrané druhé tichomořské válce regionální námořní mocností. K roku 1890 námořnictvo disponovalo 1200 muži a provozovalo 27 válečných lodí – 2 obrněné lodě, 2 křižníky, 2 korvety, 2 fregaty, 1 monitor, 11 torpédových člunů, 4 transportní lodě a 3 remorkéry. Roku 1891 v zemi proběhla krátká občanská válka, kterou svým pučem vyvolalo právě námořnictvo. Námořnictvo přitom bylo nadále posilováno, aby udrželo krok se svými rivaly v podobě argentinského a brazilského námořnictva. Počátkem 20. století však námořnictva Argentiny a Brazílie svou silou to chilské překonávala.
Napětí panující ve vztazích mezi Chile a Argentinou se snížilo po podepsání dohody o dosud sporných teritoriích z roku 1902. Argentina poté Japonsku prodala nové pancéřové křižníky třídy Moreno a Chile dva rozestavěné predreadnoughty třídy Libertad.
Chilské námořnictvo k roku 1907 provozovalo bitevní lodě Capitán Prat a Almirante Cochrane, pancéřové křižníky O'Higgins a Esmeralda, chráněné křížníky Chacabuco, Ministro Zenteno, Blanco Encalada, Presidente Errázuriz a Presidente Pinto, devět torpédoborců (třídy Capitán Orella, Capitán Merino Jarpa a Almirante Lynch) a 25 torpédových člunů.
Chile se jako poslední z jihoamerických zemí zapojilo do stavby dreadnoughtů. V roce 1911 ve Velké Británii objednalo stavbu dvou jednotek třídy Almirante Latorre. Obě byly za války zrekvírovány, první sloužila v britském královském námořnictvu jako HMS Canada (po válce byla vrácena) a druhá byla Brity dostavěna jako letadlová loď HMS Eagle. Navíc dvě před válkou objednané ponorky získala Kanada jako třídu CC.

## Složení
Plavidla chilského námořnictva

### Fregaty
- Třída Adelaide

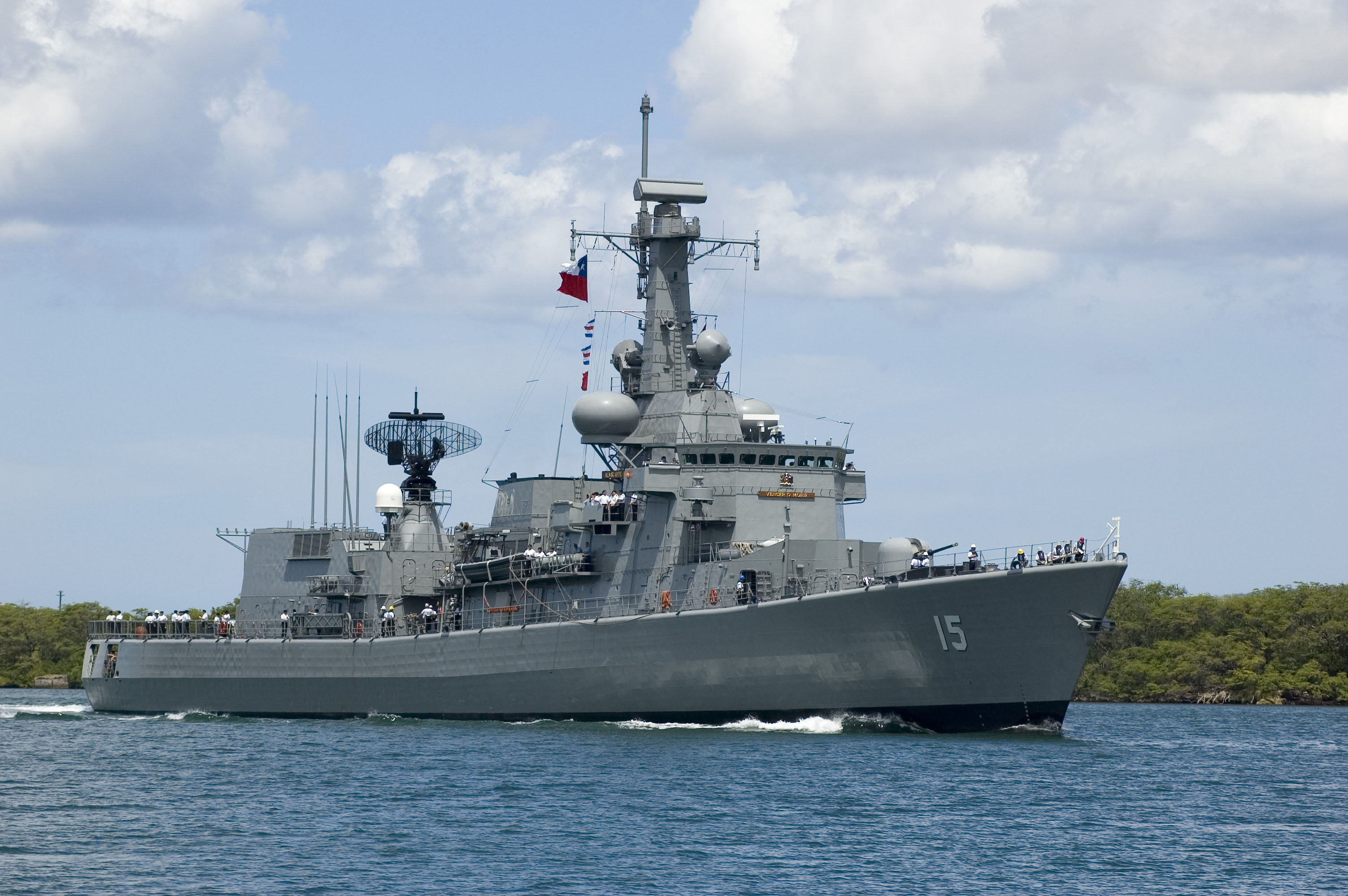
Fregata Almirante Blanco Encalada

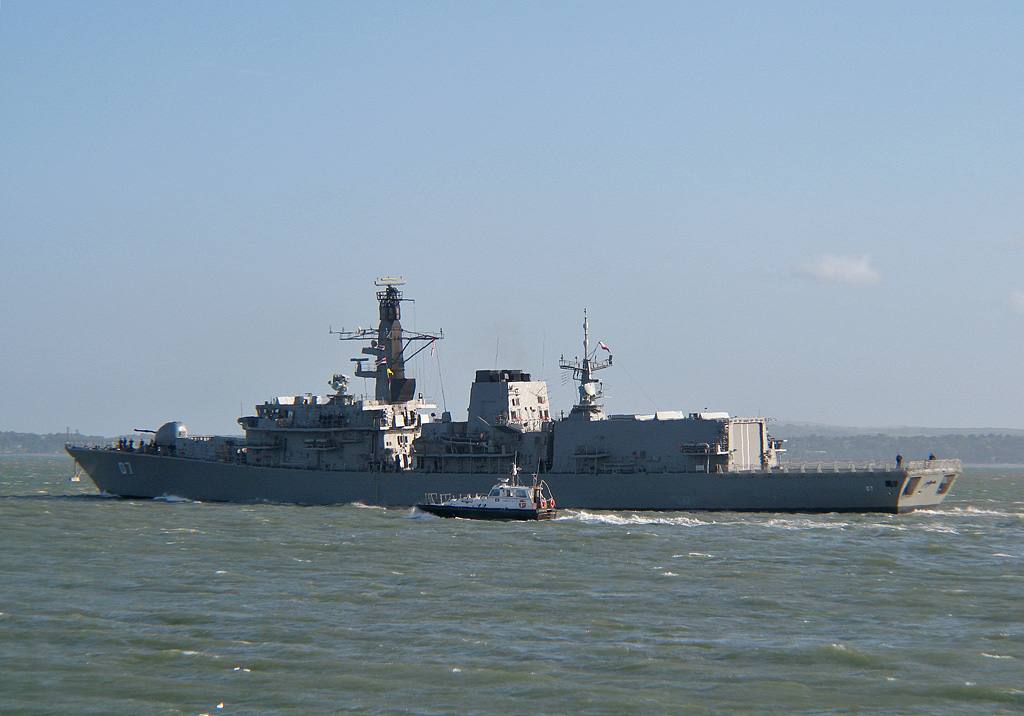
Fregata Almirante Lynch

  - Almirante Latorre (FFG-14, ex Melbourne, FFG-05)
  - Capitán Prat (FFG-11, ex Newcastle, FFG-06)

- Třída Karel Doorman
  - Almirante Blanco Encalada (FF-15), ex-Hr. Ms. Abraham van der Hulst
  - Almirante Riveros (FF-18), ex-Hr. Ms. Tjerk Hiddes

- Typ 22 Broadsword
  - Almirante Williams (FF-19), ex-HMS Sheffield (F96)

- Typ 23 Norfolk
  - Almirante Cochrane (FF-05), ex-HMS Norfolk (F230)
  - Almirante Condell (FF-06), ex-HMS Marlborough (F233)
  - Almirante Lynch (FF-07), ex-HMS Grafton (F80)

### Raketové čluny

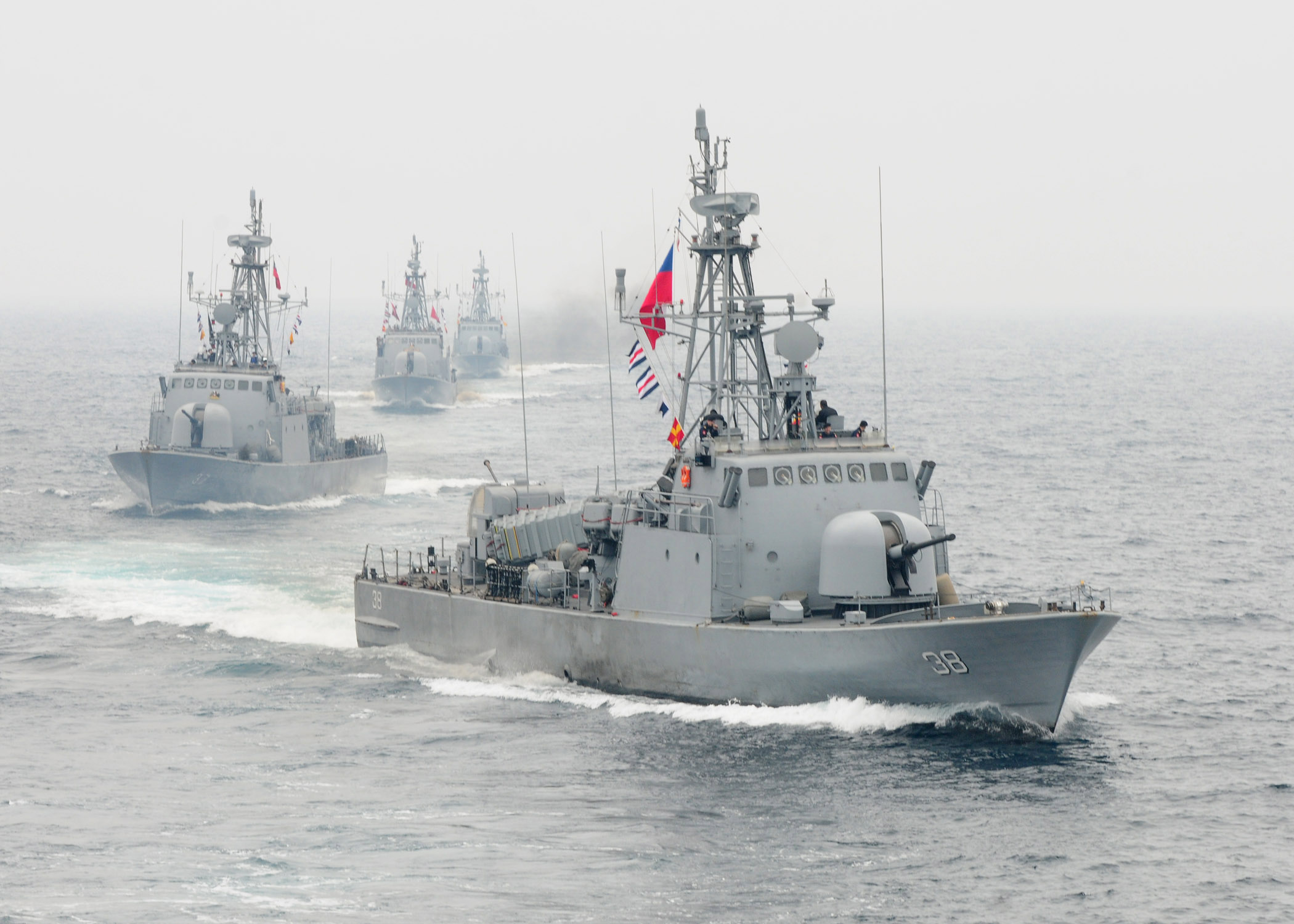
Raketové čluny německé třídy Tiger

- Třída Sa'ar 4
  - Chipana (LM-32)
  - Casma (LM-31)
  - Angamos (LM-34)

- Třída Tiger
  - Teniente Uribe (LM-39)
  - Teniente Orella (LM-37)
  - Guardamarina Riquelme (LM-36)
  - Teniente Serrano (LM-38)

### Ponorky

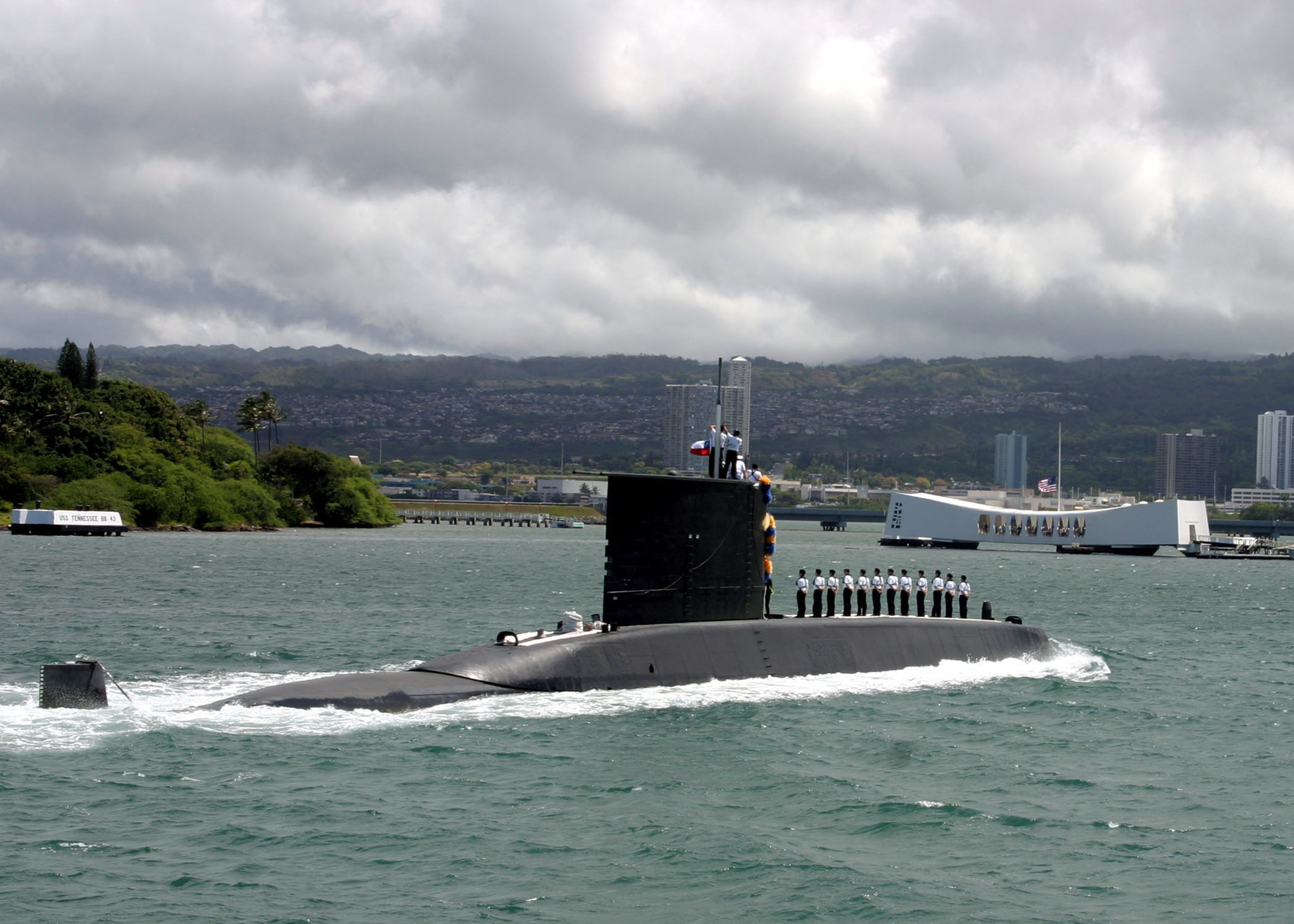
Ponorka CS Simpson (SS-21) při vjezdu do zálivu Pearl Harbor v roce 2004

- Třída Scorpène
  - O'Higgins (SS-23)
  - Carrera (SS-22)

- Typ 209
  - Thomson (SS-20)
  - Simpson (SS-21)

### Výsadkové lodě
- Třída Foudre – výsadková doková loď
  - Sargento Aldea (LSDH-91)

- Třída Champlain – tanková výsadková loď
  - Rancagua (LST-92)
  - Chacabuco (LST-95)

- Třída Elicura – landing ship medium (LSM)
  - Elicura (LSM-90)
  - Orompello (LSM-94)

### Hlídkové lodě
- Třída Piloto Pardo – oceánská hlídková loď
  - Piloto Pardo (81)
  - Comandante Toro (82)
  - Marinero Fuentealba (83)
  - Cabo Odger (84)

- Třída Micalvi (6 ks) – hlídková loď
- Třída Dabur (10 ks) – hlídkový člun

### Pomocné jednotky
- Almirante Montt (AO-52) – tanker americké třídy Henry J. Kaiser
- Araucano (AO-53) – tanker
- Aquiles (AP-41) – transportní loď
- Almirante Merino (BMS-42) – mateřská loď ponorek
- Almirante Viel (AGB-46) – ledoborec
- Lientur (ATF-60) – (ex Havila Neptune a Achilles Z) – oceánského remorkéru/podpůrná loď

### Plánované
- Escotillón IV – Čtyři víceúčelové transportní lodě, které nahradí plavidlo Sargento Aldea (LSDH-91), dvě třídy Champlain a plavidlo Aquiles (AP-41). Vývojem pověřena loděnice Vard Marine a stavbu zajistí loděnice ASMAR v Talcahuano.[6]

## Hodnosti
- Almirante
- Vicealmirante
- Contralmirante
- Comodoro
- Capitán de navío
- Capitán de fragata
- Capitán de corbeta
- Teniente primero
- Teniente segundo
- Subteniente
- Guardiamarina